# Camundongo-de-patas-brancas
O camundongo-de-patas-brancas (Peromyscus leucopus) é um roedor nativo da América do Norte, desde o sul do Canadá até o sudoeste dos Estados Unidos e o México. Nas Províncias Marítimas, sua única localização é uma população disjunta no sul da Nova Escócia. Ele também é conhecido como rato-da-madeira, principalmente no Texas.

## Descrição
O comprimento dos adultos é de 90 a 100 mm, sem contar a cauda, que pode acrescentar mais 63 a 97 mm. Um adulto jovem pesa de 20 a 30 g. Embora sua expectativa de vida máxima seja de 96 meses, a expectativa de vida média da espécie é de 45,5 meses para as fêmeas e 47,5 para os machos. Em climas do norte, a expectativa de vida média é de 12 a 24 meses. A espécie é semelhante ao Peromyscus maniculatus.

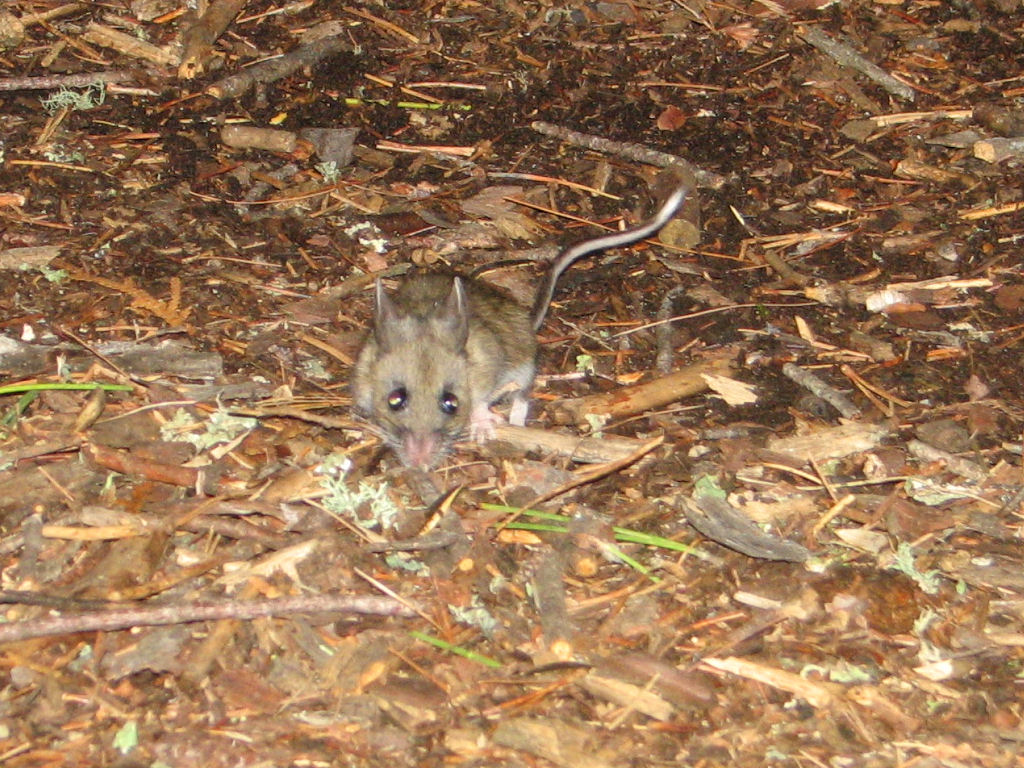
No Parque Provincial de Quetico [en], em Ontário.
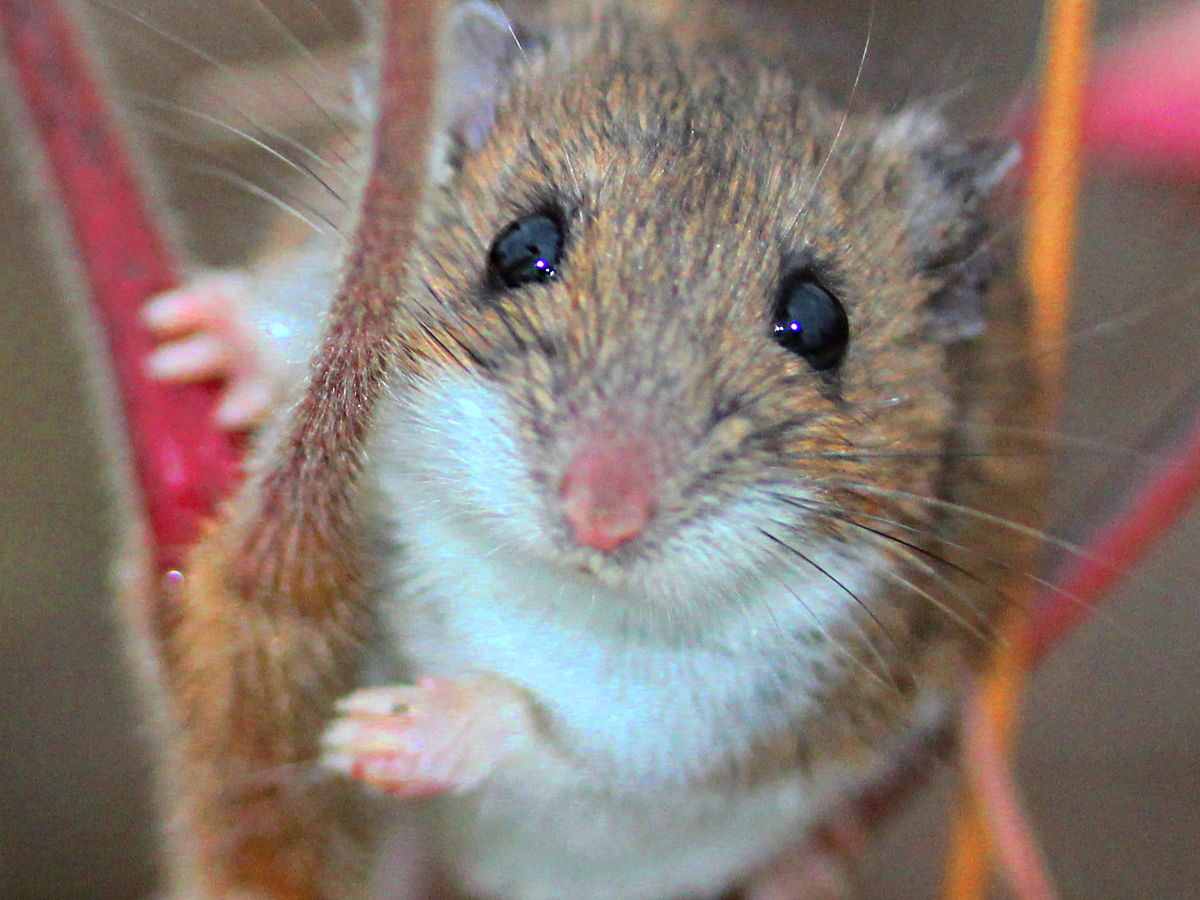
Fêmea em uma Rhus typhina [en].

## Comportamento e dieta
Os camundongos-de-patas-brancas são onívoros e comem sementes e insetos. Eles são predadores particularmente vorazes do estágio de pupa da Lymantria dispar, considerada uma espécie invasora. Eles são tímidos e geralmente evitam os seres humanos, mas ocasionalmente fixam residência nas paredes do andar térreo de casas e apartamentos, onde constroem ninhos e armazenam alimentos. Os camundongos-de-patas-brancas passam bastante tempo em árvores e arbustos, às vezes pegando ninhos de pássaros velhos desocupados e construindo telhados sobre eles.

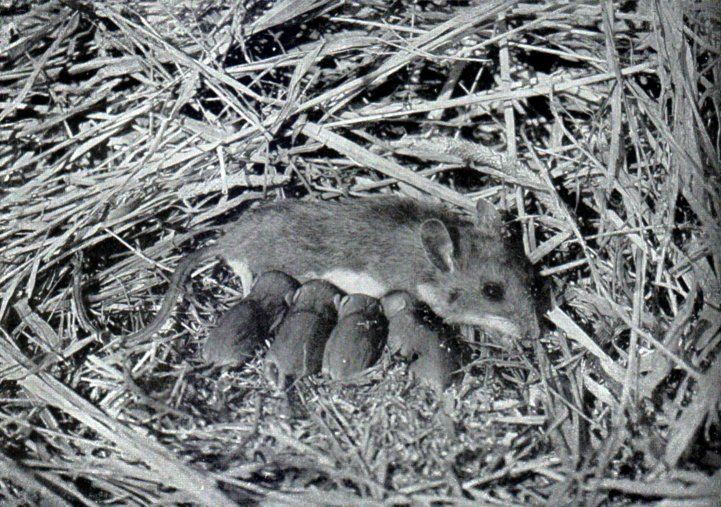
Fêmea com filhotes

## Doenças
Assim como o rato-veadeiro, essa espécie pode transmitir hantavírus, que podem causar doenças graves em humanos. Também foi descoberto que ele é um reservatório natural para a espiroqueta causadora da doença de Lyme, Borrelia burgdorferi. O camundongo-de-patas-brancas é o hospedeiro preferido da mosca parasita  Cuterebra fontinella.

## Interações com os seres humanos
O camundongo-de-patas-brancas é uma das espécies de camundongo mais comuns usadas como ratos de laboratório, depois do camundongo-doméstico, e sua versão domesticada é chamada de Peromyscus leucopus linville. Esses camundongos domesticados também são mantidos como animais de estimação e foram criados para ter muitas cores diferentes.

## Adaptações à urbanização em Nova York
As populações nativas de P. leucopus na cidade de Nova York estão isoladas por uma densa infraestrutura humana e, em grande parte, confinadas a pequenas ilhas florestais urbanas, como o Prospect Park e o Central Park. O fluxo gênico limitado causado pelas atividades humanas e associado a um evento de gargalo nas populações urbanas tem sido poderoso o suficiente para levar à divergência evolutiva dos camundongos-de-patas-brancas urbanos.

### Metabolismo
Os camundongos da cidade de Nova York apresentam adaptações locais às pressões seletivas mediadas pela dieta dos habitats urbanos. Por se alimentarem de forma oportunista, as populações urbanas de P. leucopus subsistem de alimentos descartados por humanos como uma fonte de nutrição prontamente disponível, consumindo assim muito mais gordura e carboidratos do que as populações rurais. Os resultados de um estudo de genômica de paisagem mostraram evidências de seleção positiva em genes mitocondriais de camundongos urbanos que são responsáveis pela decomposição e digestão de lipídios e carboidratos. Populações isoladas de P. leucopus que habitam parques de Nova York mostram sinais de adaptação em nível molecular aos recursos alimentares urbanos. Acredita-se que a evolução diferencial dos processos metabólicos em populações urbanas de P. leucopus contribua para seu sucesso e sobrevivência nas florestas urbanas de Nova York. Além disso, a morfologia dos camundongos-de-patas-brancas urbanos pode estar mudando para se adaptar a fontes alternativas de alimentos. Por exemplo, os dentes dos camundongos-de-patas-brancas da cidade de Nova York são mais curtos do que os dentes dos camundongos rurais. Essa mudança nas características físicas pode ser explicada pela disponibilidade de fontes de alimentos de maior qualidade nas florestas urbanas, o que elimina a necessidade de dentes longos e poderosos.

### Desintoxicação
As populações urbanas de P. leucopus podem estar sob pressões seletivas exclusivas devido ao aumento da exposição rotineira a poluentes e toxinas. Um estudo comparativo de transcriptoma encontrou evidências de seleção positiva atuando nos genes de camundongos urbanos que desempenham funções importantes na desintoxicação e no metabolismo de xenobióticos. Os genes sob pressão de seleção positiva incluem CYP1A1 [en] e Hsp90, que são conhecidos por estarem envolvidos no metabolismo de substâncias estranhas e drogas. As altas concentrações de metais pesados, como chumbo e mercúrio, nos solos dos parques de Nova York representam uma pressão seletiva única que provavelmente levou as populações urbanas de P. leucopus a desenvolver adaptações metabólicas à toxicidade dos ambientes florestais urbanos. Além disso, sabe-se que a exposição a poluentes induz a hipermetilação do DNA. Um estudo mostrou que, em camundongos-de-patas-brancas urbanos, um gene que codifica uma enzima desmetilase [en] está sob seleção positiva. Isso significa que as populações urbanas de camundongos-de-patas-brancas que vivem em ambientes altamente poluídos se beneficiam exclusivamente de uma enzima desmetilase ativa que remove grupos metil do DNA.

### Reprodução
As populações urbanas de camundongos-de-patas-brancas estão densamente concentradas em parques urbanos isolados, o que torna a competição por espermatozoides uma fonte de seleção particularmente poderosa em ambientes urbanos. Estudos genéticos identificaram sinais de evolução em nível molecular de processos reprodutivos em populações urbanas de camundongos-de-patas-brancas. Os genes associados à espermatogênese, à locomoção dos espermatozoides e às interações espermatozoides-óvulo em camundongos urbanos mostram um padrão divergente de regulação em comparação com seus homólogos rurais. Portanto, a competição intensificada por espermatozoides de populações densas de camundongos em florestas urbanas os levou a desenvolver espermatozoides mais rápidos e mais eficientes do que os dos camundongos rurais.

### Imunidade
Os ambientes urbanos estão saturados com um grande número de patógenos novos e conhecidos que são introduzidos pelo transporte, pelo tráfego e pelo comércio. A elevada ocorrência de patógenos é um fator de seleção direcional no qual são favorecidas as variantes genéticas que resistem mais eficientemente à infecção. O resultado dessa seleção pode ser visto na divergência genética entre populações urbanas e rurais de P. leucopus em loci que regulam a resposta imune inata e a inflamação. Além disso, um estudo encontrou evidências de seleção positiva atuando em genes que modulam o reconhecimento de patógenos em camundongos urbanos. As proteínas imunorreguladoras encontradas nos linfócitos T são superexpressas em camundongos urbanos quando comparadas às populações rurais. Essas descobertas sugerem que os sistemas imunológicos dos camundongos-de-patas-brancas de Nova York podem estar evoluindo para reconhecer e responder a patógenos de forma mais eficiente. A divergência entre os camundongos-de-patas-brancas rurais e urbanos é especialmente proeminente devido ao impedimento do fluxo de genes entre essas populações, que é causado por barreiras paisagísticas, incluindo estradas, rodovias e calçadas para pedestres. O monitoramento da força das defesas imunológicas em P. leucopus é de especial importância porque eles são comumente infectados com patógenos perigosos, como hantavírus e Borrelia burgdorferi.

## Referências

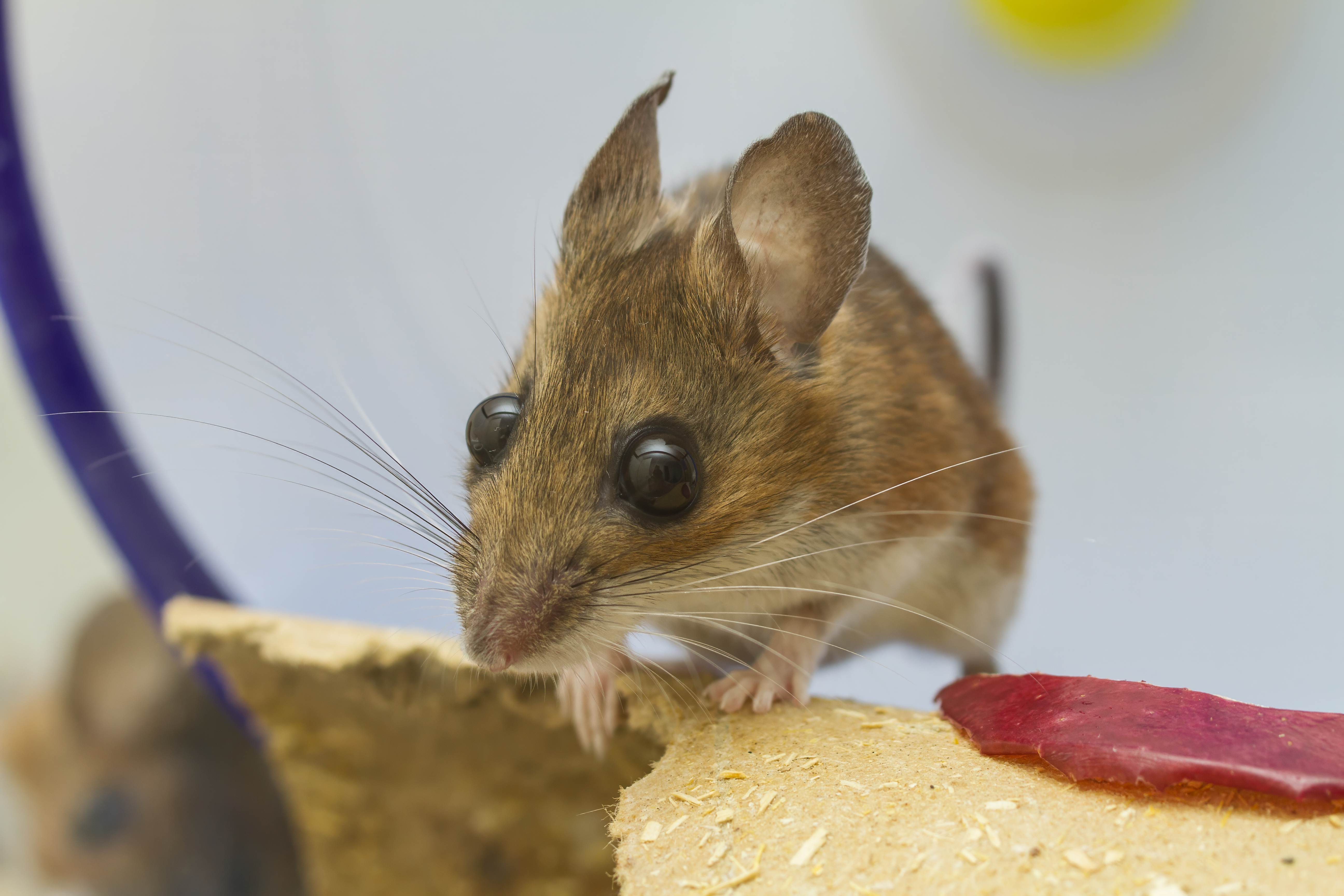
Um camundongo-de-patas-brancos em cativeiro. Ela tem pelo menos 3 anos e 8 meses de idade